# Deuxième Bureau contre Kommandantur
Pour les articles homonymes, voir Deuxième Bureau.
Pour plus de détails, voir Fiche technique et Distribution.
Deuxième Bureau contre Kommandantur est un film d'espionnage français de René Jayet et Robert Bibal, adapté du roman de Pierre Nord, Terre d'angoisse et sorti en 1939.

## Synopsis
Durant la Première Guerre mondiale, la petite ville de Saint-Corentin se trouve derrière les lignes allemandes. Le curé, l'abbé Gaillard (Léon Mathot), y cache des soldats français évadés dans sa cave et toute la ville résiste sourdement à l'occupant. Le chef de la Kommandantur, le francophile colonel von Niederstoff (Guillaume de Sax), souhaite mettre fin à cette situation sans compromettre ses efforts pour amadouer la population, contrairement au brutal lieutenant Heim (Gabriel Gabrio). Un de ses hommes, le sergent-interprète Stiefel (Paul Azaïs), soupçonne le curé : il décide de se faire passer pour un soldat français évadé. Cependant, la situation ne tarde pas à se compliquer avec sa mort et l'arrivée d'un nouvel enquêteur, le lieutenant Kompartz (Jean-Max), bien décidé à comprendre ce qui se trame en ville et à la Kommandantur.

## Fiche technique
- Titre : Deuxième Bureau contre Kommandantur
- Réalisation : René Jayet et Robert Bibal
- Scénario : Jacques Chabannes, d'après le roman Terre d'angoisse (1937) de Pierre Nord
- Photographie : Nicolas Hayer et Marc Bujard
- Musique : Jane Bos
- Production : Claude Dolbert
- Pays de production :  France
- Format :  Noir et blanc - 1,37:1 - 35 mm - son mono
- Durée : 85 minutes
- Date de sortie : 
  - France : 8 juin 1939

## Distribution
- Gabriel Gabrio : le lieutenant Heim
- Léon Mathot : l'abbé Gaillard
- Junie Astor : Mme Lecœur
- Jean-Max : le lieutenant Kompartz
- Paul Azaïs : le sergent Stiefel
- Hélène Pépée : la maîtresse de Stiefel
- Henry Roussel : le général allemand
- Roger Legris : Airvault, le balayeur
- Guillaume de Sax : le colonel von Niederstoff
- Lucien Dalsace : le lieutenant Schmitt
- Maurice Lagrenée : l'ordonnance
- André Marnay : l'aumônier allemand
- Anthony Gildès : le greffier
- Robert Dalban : un officier allemand

### Articles annexes
- Deuxième Bureau
- Kommandantur